# Шлепнев, Чонгар Михайлович
Чонгар Михайлович Шлепнев (25 сентября 1932 — 17 февраля 2019) — советский и российский промышленник, генеральный директор, член совета директоров, председатель правления ОАО «Чебоксарский опытно-экспериментальный завод „Энергозапчасть“» (1987—2014), член-корреспондент Международной академии информатизации, Международной академии науки и практики организации производства.

## Биография
Чонгар Шлепнев родился 25 сентября 1932 года в Москве, окончил Уральский политехнический институт имени С. М. Кирова.
Трудовую деятельность начал в 1954 году слесарем. В 1956—1961 годах работал мастером, механиком, старшим механиком, техническим руководителем Углегорского леспромхоза Управления лесной промышленности Совнархоза Сахалинской области. В 1961—1965 годы — технический руководитель, начальник Красноуральского лесучастка Свердловской области. В 1966—1987 годы — главный инженер, директор Красноуральского механического завода Свердловской области. В 1987 году возглавил ОАО ЧОЭЗ «Энергозапчасть». В 1996 году был назначен генеральным директором предприятия. C 2014 года руководство предприятием перенял его сын, а Чонгар Шлепнев стал членом совета директоров.
По инициативе Шлепнева и под непосредственным руководством на заводе создан мобильный научно-технический потенциал. Регулярно внедряются в производство новые позиции изделий. На базе созданного научно-технического и производственного потенциала завод выпускал продукцию, необходимую для потребностей Чувашии и России в целом. Разработано и освоено более 250 новых видов продукции.
Шлепнев запатентовал изобретение «Способ изготовления упругодемпфирующего антифрикционного покрытия опорных и упорных подшипников скольжения». Он также является автором ряда изобретений, которые дают возможность осуществить комплексную механизацию трудоёмких процессов сборки теплообменников и внедрить технологию защитных покрытий поверхностей теплообменников, что в несколько раз продлевает срок их службы. Данный комплекс изобретений имеет высокое промышленное значение.
Шлепнев сделал значительный вклад в социально-экономическое развитие завода и Чебоксар. Повышенное внимание в своей работе уделял созданию хороших условий в социально-бытовой сфере завода.
Был депутатом Чебоксарского городского Собрания депутатов II (1996—2000) и III созывов (2001—2002), депутатом Государственного Совета Чувашской Республики II (1998—2002) и III созывов (2002—2005). Скончался 17 февраля 2019 года после продолжительной тяжёлой болезни.

## Семья
Был женат, имел двоих детей, троих внуков.

## Награждён
рядом правительственных наград: медаль «За доблестный труд» (1970), орден Трудового Красного Знамени (1971), медаль «Ветеран труда» (1985), орден Дружбы народов (1986), почётные звания «Почётный энергетик» (1992) и «Заслуженный работник промышленности Чувашской Республики» (1992), орден Почёта (Россия) (1998), почётный гражданин Красноуральска и Чебоксар (2002).